# 컴퓨터 그래픽스

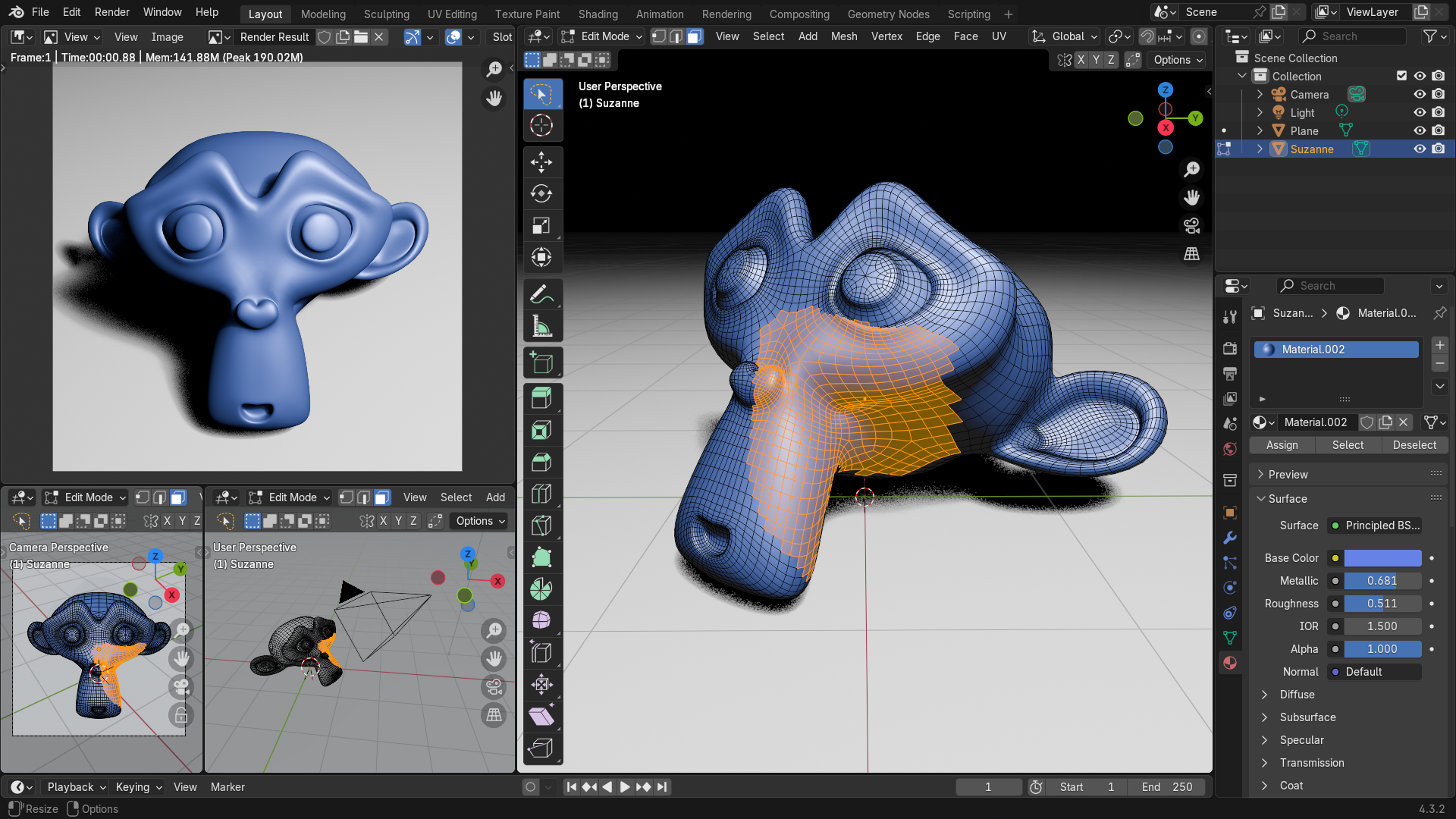
블렌더 스크린샷으로, 수잔이라는 3D 테스트 모델을 보여준다.

컴퓨터 그래픽스(영어: computer graphics, 약칭:CG, 문화어: 콤퓨터화상처리)은 컴퓨터를 이용하여 영상과 예술을 생성하는 작업을 다룬다. 컴퓨터 그래픽스는 디지털 사진술, 영화, 비디오 게임, 디지털 아트, 휴대폰 및 컴퓨터 디스플레이, 그리고 많은 특수 응용 분야의 핵심 기술이다. 많은 전문 하드웨어와 소프트웨어가 개발되었으며, 대부분의 장치 디스플레이는 컴퓨터 그래픽스 하드웨어에 의해 구동된다. 이는 컴퓨터 과학 분야에서 방대하고 최근에 발전한 영역이다. 이 용어는 1960년 보잉의 컴퓨터 그래픽스 연구원인 베른 허드슨과 윌리엄 페터가 만들었다. 종종 CG로 약칭되거나, 영화의 맥락에서는 일반적으로 컴퓨터 생성 이미지(CGI)로 불린다. 컴퓨터 그래픽스의 비예술적 측면은 컴퓨터 과학 연구의 주제이다.
컴퓨터 그래픽스의 일부 주제에는 사용자 인터페이스 디자인, 스프라이트 그래픽스, 래스터 그래픽스, 렌더링, 광선 추적, 기하 처리, 컴퓨터 애니메이션, 벡터 그래픽스, 3차원 모델링, 셰이더, GPU 설계, 암시적 표면, 시각화, 계산과학, 이미지 처리, 계산사진술, 과학적 시각화, 계산기하학 및 컴퓨터 비전 등이 있다. 전반적인 방법론은 기하학, 광학, 물리학 및 지각 (심리학)의 기본 과학에 크게 의존한다.

율리안알프스산맥의 트렌타 계곡 상공을 비행 시뮬레이션

컴퓨터 그래픽스는 예술 및 이미지 데이터를 소비자에게 효과적이고 의미 있게 표시하는 역할을 한다. 또한 사진 및 비디오 콘텐츠와 같이 물리적 세계에서 수신된 이미지 데이터를 처리하는 데 사용된다. 컴퓨터 그래픽스 개발은 여러 유형의 미디어에 상당한 영향을 미쳤으며 일반적으로 애니메이션, 영화, 광고 및 비디오 게임에 혁명을 가져왔다.

## 개요
컴퓨터 그래픽스라는 용어는 "텍스트나 사운드가 아닌 컴퓨터의 거의 모든 것"을 설명하는 광범위한 의미로 사용되어 왔다. 일반적으로 컴퓨터 그래픽스라는 용어는 다음과 같은 여러 가지를 의미한다.
- 컴퓨터에 의한 이미지 데이터의 표현 및 조작
- 이미지를 생성하고 조작하는 데 사용되는 다양한 기술
- 시각적 콘텐츠를 디지털 방식으로 합성하고 조작하는 방법, 컴퓨터 그래픽스 연구 참조

오늘날 컴퓨터 그래픽스는 널리 퍼져 있다. 이러한 이미지는 텔레비전, 신문, 일기 예보, 다양한 의료 조사 및 수술 절차에서 볼 수 있다. 잘 만들어진 차트는 복잡한 통계를 이해하고 해석하기 쉬운 형태로 제시할 수 있다. 미디어에서 "이러한 그래프는 논문, 보고서, 논문" 및 기타 발표 자료를 설명하는 데 사용된다.
데이터를 시각화하기 위해 많은 도구가 개발되었다. 컴퓨터 생성 이미지는 2차원(2D), 3차원(3D), 애니메이션 그래픽의 여러 유형으로 분류될 수 있다. 기술이 발전함에 따라 3차원 컴퓨터 그래픽스가 더욱 보편화되었지만, 2차원 컴퓨터 그래픽스는 여전히 널리 사용된다. 컴퓨터 그래픽스는 시각적 콘텐츠를 디지털 방식으로 합성하고 조작하는 방법을 연구하는 컴퓨터 과학의 하위 분야로 등장했다. 지난 10년 동안 "3차원 현상(건축, 기상, 의료, 생물학적 등)의 시각화"와 같이 "볼륨, 표면, 조명 소스 등의 사실적인 렌더링에 중점을 두며, 동적인 (시간) 구성 요소가 포함될 수 있는" 정보 시각화 및 과학적 시각화와 같은 다른 전문 분야가 개발되었다.

## 역사
현대 컴퓨터 그래픽스 개발의 선구 과학은 20세기 전반에 걸쳐 이루어진 전기공학, 일렉트로닉스 및 텔레비전의 발전이었다. 스크린은 1895년으로 거슬러 올라가는 초기 영화에 특수 효과를 만들기 위한 매트를 사용한 뤼미에르 형제 이후로 예술을 표시할 수 있었지만, 이러한 디스플레이는 제한적이고 상호 작용이 불가능했다. 최초의 음극선관, 브라운관은 1897년에 발명되었으며, 이는 오실로스코프와 군용 제어판을 허용하게 될 것이며, 이들은 프로그래밍 또는 사용자 입력에 반응하는 최초의 2차원 전자 디스플레이를 제공했기 때문에 이 분야의 더 직접적인 선구자였다. 그럼에도 불구하고 컴퓨터 그래픽스는 1950년대와 제2차 세계 대전 이후까지는 학문으로서 비교적 알려지지 않았다. 이 시기에 이 학문은 순수 대학 및 연구실 학술 연구와 전쟁 중에 개발된 레이더, 항공 및 로켓과 같은 기술에 대한 미군의 추가 개발이 결합되어 등장했다. 이러한 프로젝트에서 발생하는 풍부한 정보를 처리하기 위해 새로운 종류의 디스플레이가 필요했으며, 이는 컴퓨터 그래픽스가 학문으로서 발전하는 계기가 되었다.

### 1950년대

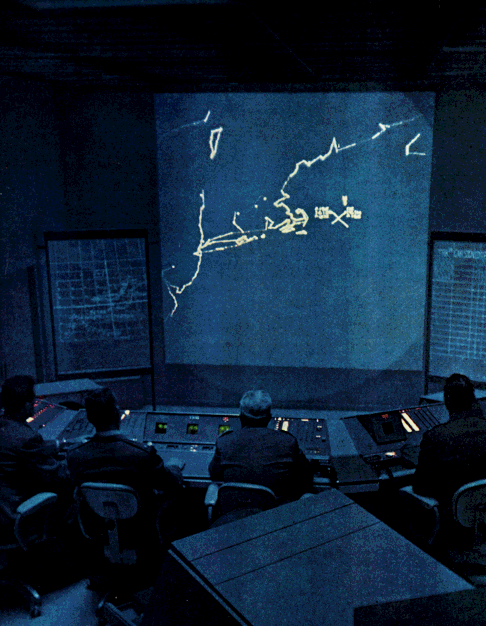
SAGE 섹터 제어실

Whirlwind 및 SAGE 프로젝트와 같은 초기 프로젝트는 CRT를 실행 가능한 디스플레이 및 상호 작용 인터페이스로 도입하고 라이트 펜을 입력 장치로 도입했다. Whirlwind SAGE 시스템의 더글러스 T. 로스는 손가락의 움직임을 포착하고 벡터(그가 그린 이름)를 디스플레이 스코프에 표시하는 작은 프로그램을 작성하는 개인적인 실험을 수행했다. 1958년 브룩헤이븐 국립연구소에서 방문객을 즐겁게 하기 위해 윌리엄 히긴보덤이 오실로스코프용으로 만든 최초의 인식 가능한 대화형 그래픽을 특징으로 하는 대화형 비디오 게임인 테니스 포 투는 테니스 경기를 시뮬레이션했다. 1959년 더글러스 T. 로스는 MIT에서 수학적 문장을 컴퓨터 생성 3D 공작 기계 벡터로 변환하는 작업을 하면서 디즈니 만화 캐릭터의 디스플레이 스코프 이미지를 만들었다.
전자 산업의 선구자인 휴렛 팩커드는 10년 전 법인화된 후 1957년에 상장되었으며, 설립자들이 스탠퍼드 대학교의 동문이었던 관계로 스탠퍼드 대학교와 긴밀한 관계를 맺었다. 이로써 샌프란시스코 베이 에어리어 남부가 세계 최고의 컴퓨터 기술 허브인 실리콘 밸리로 변모하는 수십 년간의 과정이 시작되었다. 컴퓨터 그래픽스 분야는 컴퓨터 그래픽스 하드웨어의 출현과 함께 발전했다.
컴퓨팅의 추가 발전은 대화형 컴퓨터 그래픽스의 더 큰 발전으로 이어졌다. 1959년 MIT의 링컨 연구소에서 TX-2 컴퓨터가 개발되었다. TX-2는 여러 새로운 인간-기계 인터페이스를 통합했다. 라이트 펜은 아이번 서덜랜드의 혁명적인 스케치패드 소프트웨어를 사용하여 컴퓨터에 스케치를 그리는 데 사용될 수 있었다. 스케치패드는 라이트 펜을 사용하여 컴퓨터 화면에 간단한 모양을 그리고 저장하며 나중에 불러올 수도 있었다. 라이트 펜 자체는 끝에 작은 광전지가 있었다. 이 셀은 컴퓨터 화면 앞에 놓이고 화면의 전자총이 직접 발사될 때마다 전자 펄스를 방출했다. 전자 펄스 시간을 전자총의 현재 위치와 간단히 동기화함으로써 특정 순간에 펜이 화면의 정확히 어느 위치에 있는지 쉽게 파악할 수 있었다. 이것이 결정되면 컴퓨터는 해당 위치에 커서를 그릴 수 있었다. 서덜랜드는 자신이 직면한 많은 그래픽 문제에 대한 완벽한 해결책을 찾은 것으로 보였다. 오늘날에도 많은 컴퓨터 그래픽스 인터페이스 표준은 이 초기 스케치패드 프로그램에서 시작되었다. 이 예 중 하나는 그리기 제약 조건에 있다. 예를 들어 사각형을 그리려면 상자의 가장자리를 형성하기 위해 네 개의 선을 완벽하게 그릴 필요가 없다. 단순히 상자를 그리고자 한다고 지정한 다음 상자의 위치와 크기를 지정하면 된다. 그러면 소프트웨어는 올바른 크기와 올바른 위치에 완벽한 상자를 구성한다. 또 다른 예는 서덜랜드의 소프트웨어가 개체의 그림뿐만 아니라 개체를 모델링했다는 점이다. 즉, 자동차 모델을 사용하면 자동차의 나머지 부분에 영향을 주지 않고 타이어의 크기를 변경할 수 있었다. 타이어를 변형시키지 않고 자동차 차체를 늘릴 수 있었다.

### 1960년대

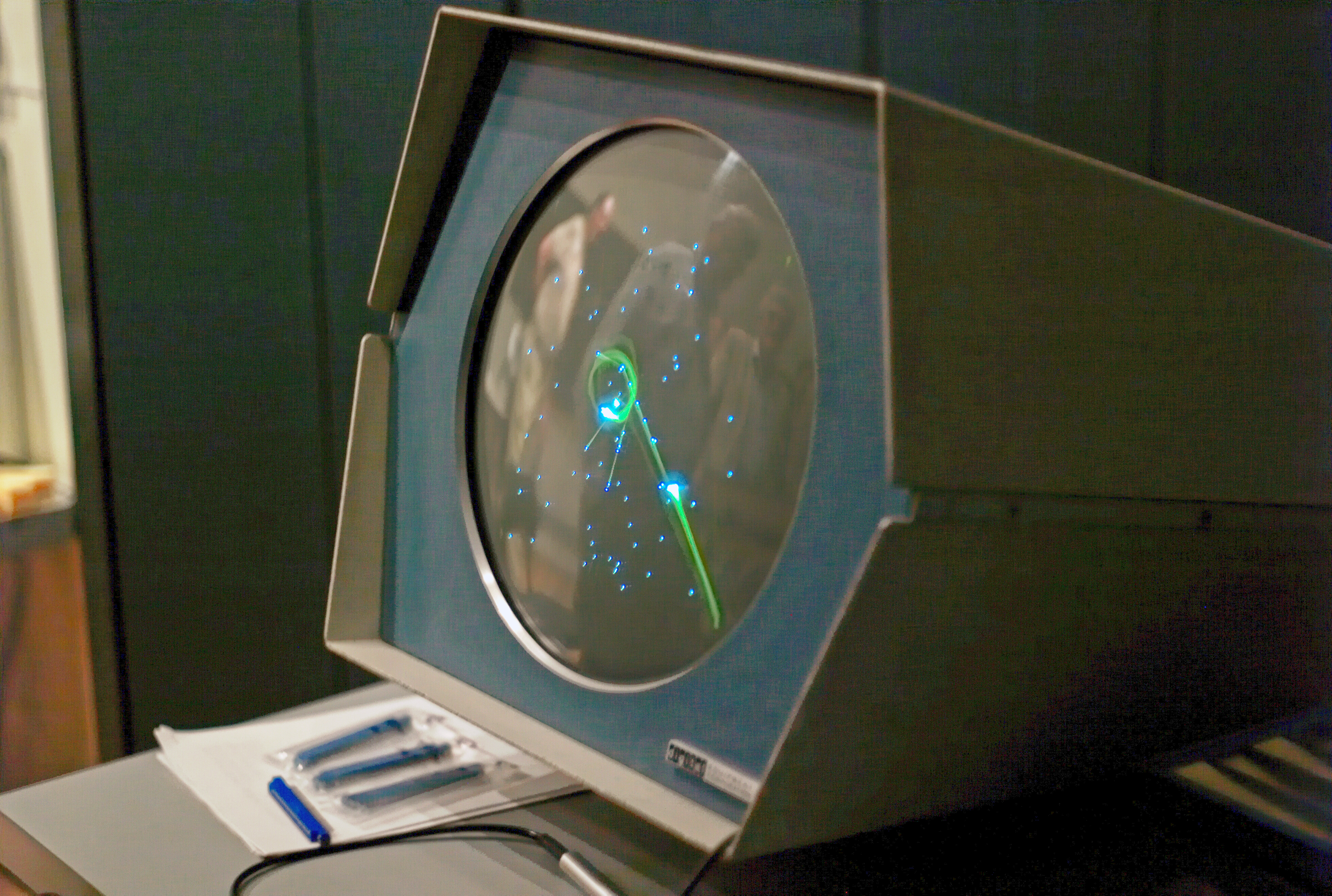
컴퓨터 역사 박물관의 PDP-1에서 실행되는 스페이스워!

"컴퓨터 그래픽스"라는 용어는 1960년 보잉의 그래픽 디자이너인 윌리엄 페터에게 귀속된다. 페터는 다시 보잉의 베른 허드슨에게 공을 돌렸다.
1961년 MIT의 또 다른 학생인 스티브 러셀은 비디오 게임 역사에서 또 다른 중요한 타이틀인 스페이스워!를 만들었다. DEC PDP-1용으로 작성된 스페이스워는 즉시 성공을 거두었으며 다른 PDP-1 소유자들에게 복사본이 퍼지기 시작했고 결국 DEC도 복사본을 얻었다. DEC의 엔지니어들은 이를 모든 새로운 PDP-1에 대한 진단 프로그램으로 배송 전에 사용했다. 영업 사원은 이를 빠르게 파악하여 새 장치를 설치할 때 "세계 최초의 비디오 게임"을 새 고객을 위해 실행했다. (히긴보덤의 테니스 포 투는 스페이스워보다 거의 3년 앞섰지만 연구 또는 학술 환경 외부에서는 거의 알려지지 않았다.)
거의 같은 시기(1961~1962년) 케임브리지 대학교에서 엘리자베스 월드람은 음극선관에 전파 천문학 지도를 표시하는 코드를 작성했다.
벨 전화 연구소(BTL)의 과학자 E. E. 자작은 1963년 "두 개의 자이로 중력 자세 제어 시스템 시뮬레이션"이라는 영화를 제작했다. 이 컴퓨터 생성 영화에서 자작은 위성이 지구를 공전할 때 자세가 어떻게 변할 수 있는지를 보여주었다. 그는 IBM 7090 메인프레임 컴퓨터에서 애니메이션을 만들었다. 또한 BTL에서 켄 놀튼, 프랭크 신덴, 루스 A. 와이스 및 마이클 놀이 컴퓨터 그래픽스 분야에서 작업하기 시작했다. 신덴은 뉴턴 운동 법칙을 보여주는 Force, Mass and Motion이라는 영화를 만들었다. 같은 시기에 다른 과학자들은 자신의 연구를 설명하기 위해 컴퓨터 그래픽스를 만들고 있었다. 로렌스 방사선 연구소에서 넬슨 맥스는 Viscous Fluid의 흐름과 고체 형태의 충격파 전파라는 영화를 만들었다. 보잉은 항공기 진동이라는 영화를 만들었다.
또한 1960년대 초반에 피에르 베지에의 르노 초기 작업으로 인해 자동차 산업도 큰 발전을 이루었다. 그는 폴 드 카스텔조의 곡선(베지에의 이 분야 작업 이후 현재는 베지에 곡선이라고 불림)을 사용하여 르노 자동차 차체용 3D 모델링 기술을 개발했다. 이 곡선은 이 분야의 많은 곡선 모델링 작업의 기초를 형성하게 될 것이다. 왜냐하면 곡선은 폴리곤과 달리 수학적으로 잘 그리거나 모델링하기 복잡한 엔터티이기 때문이다.

퐁 아케이드 버전

주요 기업들이 컴퓨터 그래픽스에 관심을 갖기 시작하는 데는 오랜 시간이 걸리지 않았다. TRW, 록히드, 제너럴 일렉트릭 및 스페리 랜드는 1960년대 중반까지 컴퓨터 그래픽스 분야에 뛰어든 많은 회사 중 하나이다. IBM은 최초의 상업용 그래픽 컴퓨터인 IBM 2250 그래픽 터미널을 출시하여 이러한 관심에 빠르게 대응했다. 샌더스 어소시에이츠의 감독 엔지니어인 랄프 베어는 1966년 가정용 비디오 게임을 고안했으며, 이는 나중에 마그나복스에 라이선스되어 오디세이라고 불렸다. 매우 단순하고 저렴한 전자 부품이 필요했지만, 플레이어가 화면에서 빛의 점을 움직일 수 있게 해 주었다. 이는 최초의 소비자 컴퓨터 그래픽스 제품이었다. 데이비드 C. 에번스는 1953년부터 1962년까지 벤딕스 코퍼레이션 컴퓨터 사업부의 엔지니어링 이사로 재직했으며, 이후 5년 동안 버클리에서 초빙 교수로 일했다. 그곳에서 그는 컴퓨터와 인간과의 인터페이스에 대한 관심을 계속했다. 1966년 유타 대학교는 에번스를 초빙하여 컴퓨터 과학 프로그램을 구성했으며, 컴퓨터 그래픽스는 빠르게 그의 주요 관심사가 되었다. 이 새로운 학과는 1970년대 내내 컴퓨터 그래픽스의 세계적인 주요 연구 센터가 될 것이다.
또한 1966년, 아이번 서덜랜드는 MIT에서 최초의 컴퓨터 제어 헤드 마운티드 디스플레이(HMD)를 발명하면서 혁신을 계속했다. HMD는 각 눈에 대해 두 개의 별도 와이어프레임 이미지를 표시했다. 이를 통해 시청자는 스테레오스코픽 3D로 컴퓨터 장면을 볼 수 있었다. 디스플레이와 트래커를 지지하는 데 필요한 무거운 하드웨어는 착용자에게 떨어질 경우 발생할 수 있는 잠재적 위험 때문에 다모클레스의 검(Sword of Damocles)이라고 불렸다. MIT에서 박사 학위를 받은 후 서덜랜드는 ARPA(고등 연구 프로젝트 기관)의 정보 처리 국장이 되었고, 나중에는 하버드 교수가 되었다. 1967년 서덜랜드는 에번스에게 초빙되어 유타 대학교 컴퓨터 과학 프로그램에 합류했다. 이는 해당 학과를 거의 10년 동안 그래픽스 분야에서 가장 중요한 연구 센터 중 하나로 만들었으며, 결국 이 분야에서 가장 중요한 선구자들을 배출하게 되었다. 그곳에서 서덜랜드는 HMD를 완성했다. 20년 후 NASA는 가상 현실 연구에서 그의 기술을 재발견하게 된다. 유타에서 서덜랜드와 에번스는 대기업에서 매우 인기 있는 컨설턴트였지만, 당시 그래픽스 하드웨어의 부족에 좌절하여 자신들의 회사를 설립할 계획을 세우기 시작했다.

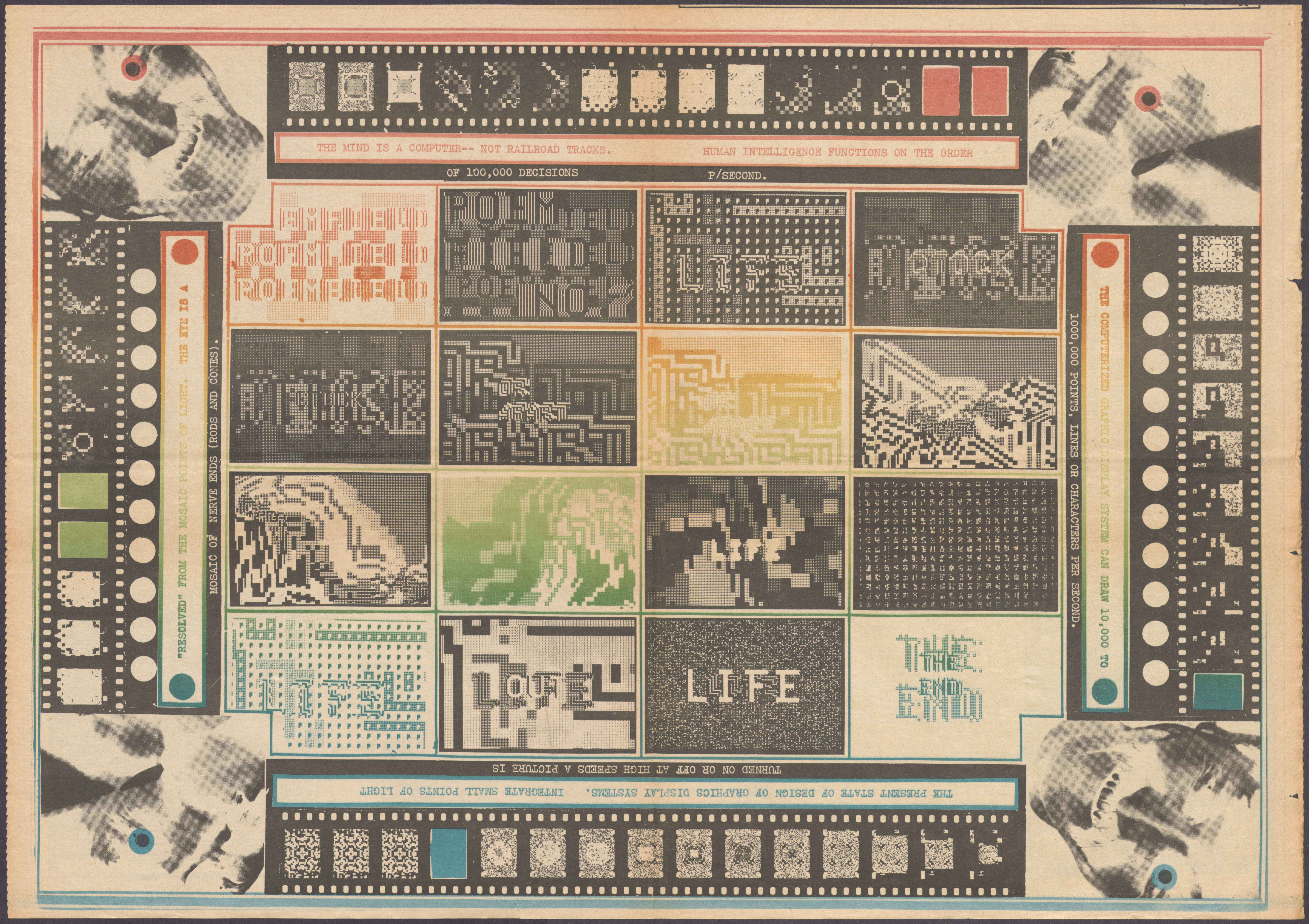
1968년 시애틀 언더그라운드 신문 헬릭스의 중앙면에 당시 최첨단 컴퓨터 그래픽스가 실렸다.

1968년 데이브 에번스와 아이번 서덜랜드는 최초의 컴퓨터 그래픽스 하드웨어 회사인 에번스 & 서덜랜드를 설립했다. 서덜랜드는 원래 회사가 매사추세츠주 케임브리지에 위치하기를 원했지만, 교수들의 유타 대학교 연구 그룹과의 근접성 때문에 솔트레이크시티가 선택되었다.
또한 1968년 아서 아펠은 최초의 광선 투사 알고리즘을 설명했다. 이는 빛의 경로를 광원에서 장면의 표면으로, 그리고 카메라로 추적하여 그래픽에서 수퍼리얼리즘을 달성하는 데 필수적인 광선 추적 기반 렌더링 알고리즘 중 첫 번째이다.
1969년 ACM은 그래픽 분야의 컨퍼런스, 그래픽 표준 및 출판물을 조직하는 그래픽스 특별 관심 그룹(SIGGRAPH)을 시작했다. 1973년에는 최초의 연례 SIGGRAPH 컨퍼런스가 개최되었으며, 이는 조직의 주요 초점 중 하나가 되었다. SIGGRAPH는 시간이 지남에 따라 컴퓨터 그래픽스 분야가 확장되면서 규모와 중요성이 커졌다.

### 1970년대

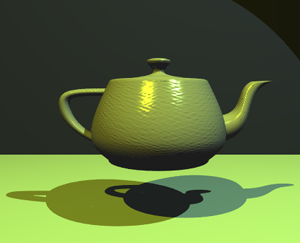
마틴 뉴웰의 유타 주전자와 그 정적 렌더링은 1970년대 CGI 개발의 상징이 되었다.

이후 1970년대에는 아이번 서덜랜드를 초빙했던 유타 대학교에서 여러 가지 획기적인 발전이 이루어졌다. 그는 데이비드 C. 에번스와 함께 고급 컴퓨터 그래픽스 수업을 가르쳤는데, 이는 이 분야에 많은 기초 연구를 기여했고, 픽사, 실리콘 그래픽스, 어도비 시스템즈 등 업계에서 가장 중요한 회사들을 설립하게 될 여러 학생들을 가르쳤다. 톰 스톡햄은 UU의 이미지 처리 그룹을 이끌었고, 이 그룹은 컴퓨터 그래픽스 연구소와 긴밀히 협력했다.
이 학생들 중 한 명은 에드윈 캐트멀이었다. 캐트멀은 보잉에서 막 왔으며 물리학 학위를 공부하고 있었다. 디즈니를 보며 자란 캐트멀은 애니메이션을 좋아했지만 그림 재능이 없다는 것을 곧 깨달았다. 이제 캐트멀(그리고 다른 많은 사람들)은 컴퓨터를 애니메이션의 자연스러운 발전으로 보았고, 혁명에 동참하고 싶어했다. 캐트멀이 본 최초의 컴퓨터 애니메이션은 그 자신의 것이었다. 그는 손을 펴고 닫는 애니메이션을 만들었다. 그는 또한 1974년에 3차원 모델에 텍스처를 그리는 텍스처 매핑을 개척했으며, 이는 현재 3차원 모델링의 기본 기술 중 하나로 간주된다. 컴퓨터 그래픽스를 사용하여 장편 영화를 제작하는 것이 그의 목표 중 하나가 되었다. 그는 픽사 설립에 주도적인 역할을 한 지 20년 후에 이 목표를 달성하게 될 것이다. 같은 수업에서 프레드 파크는 아내의 얼굴을 애니메이션화했다. 이 두 애니메이션은 1976년 장편 영화 미래세계의 음모에 포함되었다.
UU 컴퓨터 그래픽스 연구소가 전 세계에서 사람들을 끌어 모으면서 존 워녹도 초기 선구자 중 한 명이었다. 그는 나중에 어도비 시스템즈를 설립하고 포스트스크립트 페이지 설명 언어로 출판계에 혁명을 일으켰다. 어도비는 나중에 업계 표준 사진 편집 소프트웨어인 어도비 포토샵과 저명한 영화 산업 특수 효과 프로그램인 어도비 애프터 이펙트를 만들게 될 것이다.
제임스 H. 클라크도 그곳에 있었다. 그는 나중에 1990년대 초반까지 고급 그래픽 분야를 지배할 고급 렌더링 시스템 제조업체인 실리콘 그래픽스를 설립했다.
이 초기 선구자들에 의해 UU에서 3차원 컴퓨터 그래픽스에 대한 중요한 발전이 이루어졌다. 바로 은면 제거이다. 3D 객체를 화면에 그리려면 컴퓨터는 뷰어의 관점에서 객체 "뒤에" 있는 표면을 결정해야 하며, 따라서 컴퓨터가 이미지를 생성(또는 렌더링)할 때 "숨겨져야" 한다. 3D 코어 그래픽스 시스템(또는 Core)은 개발된 최초의 그래픽 표준이었다. ACM 특별 관심 그룹인 SIGGRAPH의 25명의 전문가 그룹이 이 "개념적 프레임워크"를 개발했다. 사양은 1977년에 발표되었으며, 이 분야의 많은 미래 발전의 기초가 되었다.
또한 1970년대에는 앙리 구로, 짐 블린, 부이 투옹 퐁이 구로 셰이딩 및 블린–퐁 셰이딩 모델 개발을 통해 CGI의 셰이딩 기초에 기여하여 그래픽스가 "평면적인" 모습에서 깊이를 더 정확하게 표현하는 모습으로 나아갈 수 있게 했다. 짐 블린은 또한 1978년에 울퉁불퉁한 표면을 시뮬레이션하는 기술이자 오늘날 사용되는 훨씬 더 고급스러운 매핑 종류의 전신인 범프 매핑을 도입하여 더욱 혁신했다.
오늘날 알려진 현대 비디오 게임 아케이드는 1970년대에 탄생했으며, 최초의 아케이드 게임은 실시간 2D 스프라이트 그래픽스를 사용했다. 1972년의 퐁은 최초의 히트작 아케이드 캐비닛 게임 중 하나였다. 1974년의 스피드 레이스는 수직으로 스크롤링되는 도로를 따라 움직이는 스프라이트를 특징으로 했다. 1975년의 건 파이트는 사람처럼 보이는 애니메이션 캐릭터를 특징으로 했으며, 1978년의 스페이스 인베이더는 화면에 많은 수의 애니메이션 인물을 특징으로 했다. 둘 다 특수 배럴 시프터 회로를 사용하여 인텔 8080 마이크로프로세서가 프레임버퍼 그래픽을 애니메이션화하는 데 도움을 주었다.

### 1980년대

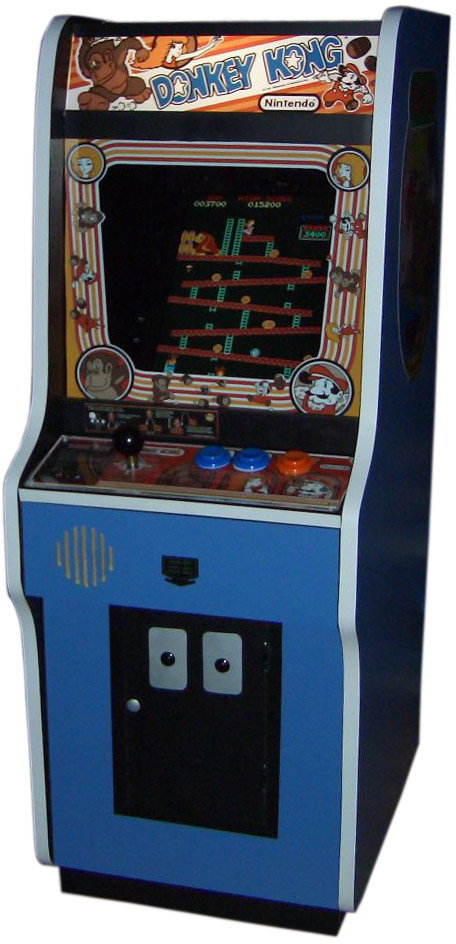
동키콩은 1980년대에 대중에게 컴퓨터 그래픽스를 대중화하는 데 기여한 비디오 게임 중 하나였다.

1980년대에는 컴퓨터 그래픽스의 상업화가 시작되었다. 가정용 컴퓨터가 확산되면서 이전에 학계만의 분야였던 주제가 훨씬 더 많은 대중에게 채택되었고, 컴퓨터 그래픽스 개발자의 수가 크게 증가했다.
1980년대 초, 금속-산화물-반도체(MOS) 초고집적(VLSI) 기술은 16비트 CPU 마이크로프로세서와 최초의 GPU 칩을 사용할 수 있게 하여 컴퓨터 그래픽스에 혁명을 일으키기 시작했고, 컴퓨터 그래픽스 터미널 및 PC 시스템을 위한 고해상도 그래픽스를 가능하게 했다. NEC의 μPD7220은 최초의 GPU로, 완전히 통합된 NMOS VLSI 집적 회로 칩에 제작되었다. 이는 최대 1024x1024 해상도를 지원했으며, 떠오르는 PC 그래픽스 시장의 토대를 마련했다. 이는 여러 그래픽 카드에 사용되었으며, 인텔 82720과 같은 복제본에 라이선스되었는데, 이는 인텔 그래픽 처리 장치 중 최초이다. 1980년대 초에는 MOS 메모리도 저렴해져 저렴한 프레임버퍼 메모리 개발이 가능해졌으며, 특히 1980년대 중반 TI에서 도입한 비디오 램(VRAM)이 중요했다. 1984년 히타치는 최초의 상보형 MOS(CMOS) GPU인 ARTC HD63484를 출시했다. 이는 컬러 모드에서 고해상도, 흑백 모드에서 최대 4K 해상도를 표시할 수 있었으며, 1980년대 후반에 여러 그래픽 카드 및 터미널에 사용되었다. 1986년 TI는 최초의 완전 프로그래밍 가능한 MOS 그래픽 프로세서인 TMS34010을 도입했다.
이 10년 동안 컴퓨터 그래픽스 터미널은 점점 더 지능화되고, 준독립형 및 독립형 워크스테이션으로 발전했다. 그래픽스 및 응용 프로그램 처리는 중앙 메인프레임 및 미니컴퓨터에 의존하는 대신 워크스테이션의 인텔리전스로 점차 이전되었다. 고해상도 컴퓨터 그래픽스로의 초기 전환을 대표하는 컴퓨터 지원 엔지니어링 시장용 지능형 워크스테이션으로는 벨-노던 리서치의 스핀오프인 오타와 오르카테크가 개발하고 초기 워크스테이션 개척자인 데이비드 피어슨이 이끌었던 오르카 1000, 2000, 3000 워크스테이션이 있었다. 오르카 3000은 16비트 모토로라 68000 마이크로프로세서와 AMD 비트 슬라이스 프로세서를 기반으로 했으며, 운영 체제로 유닉스를 사용했다. 이는 정교한 디자인 엔지니어링 분야를 직접적으로 겨냥했다. 예술가와 그래픽 디자이너는 개인용 컴퓨터, 특히 아미가와 매킨토시를 심각한 디자인 도구로 보기 시작했는데, 이는 다른 방법보다 시간을 절약하고 더 정확하게 그릴 수 있었다. 매킨토시는 그래픽 디자인 스튜디오 및 기업에서 컴퓨터 그래픽스를 위한 매우 인기 있는 도구로 남아 있다. 1980년대부터 시작된 현대 컴퓨터는 종종 그래픽 사용자 인터페이스(GUI)를 사용하여 텍스트 대신 기호, 아이콘 및 그림으로 데이터와 정보를 제시한다. 그래픽스는 멀티미디어 기술의 5가지 핵심 요소 중 하나이다.
사실적인 렌더링 분야에서 일본의 오사카 대학은 1982년 3차원 컴퓨터 그래픽스의 사실적인 렌더링을 위해 최대 257개의 자일로그 Z8001 마이크로프로세서를 사용한 LINKS-1 컴퓨터 그래픽스 시스템이라는 슈퍼컴퓨터를 개발했다. 일본 정보 처리 학회에 따르면: "3D 이미지 렌더링의 핵심은 주어진 시점, 광원 및 객체 위치에서 렌더링된 표면을 구성하는 각 화소의 휘도를 계산하는 것이다. LINKS-1 시스템은 각 화소가 광선 추적을 사용하여 독립적으로 병렬 처리될 수 있는 이미지 렌더링 방법론을 구현하기 위해 개발되었다. 고속 이미지 렌더링을 위한 새로운 소프트웨어 방법론을 개발함으로써 LINKS-1은 매우 사실적인 이미지를 빠르게 렌더링할 수 있었다." LINKS-1은 1984년 기준으로 세계에서 가장 강력한 컴퓨터였다.
또한 사실적인 렌더링 분야에서는 1986년에 데이비드 이멜과 짐 카지야의 일반적인 렌더링 방정식이 개발되었다. 이는 컴퓨터 그래픽스에서 수퍼리얼리즘을 추구하는 데 필요한 글로벌 일루미네이션을 구현하는 중요한 단계였다.
이 시기 영화 CGI에서 스타워즈 및 기타 공상 과학 프랜차이즈의 지속적인 인기가 관련이 있었다. 루카스필름과 인더스트리얼 라이트 & 매직은 영화에서 최고의 컴퓨터 그래픽스를 위한 "전문가" 집단으로 다른 많은 스튜디오에 알려졌다. 오리지널 삼부작의 후반부 영화를 위해 크로마키("블루스크리닝" 등)에서 중요한 발전이 이루어졌다. 두 가지 다른 비디오도 역사적으로 중요한 것으로 이 시대를 넘어섰다. 다이어 스트레이츠의 상징적인, 거의 완전히 CGI로 된 1985년 노래 "Money for Nothing" 비디오는 그 시대의 음악 팬들 사이에서 CGI를 대중화했고, 같은 해 피라미드의 공포의 한 장면은 장편 영화에서 최초의 완전 CGI 캐릭터(애니메이션 스테인드글라스 기사)를 특징으로 했다. 1988년, 셰이딩을 별도의 알고리즘으로 수행하기 위해 특별히 설계된 작은 프로그램인 최초의 셰이더가 픽사에서 개발되었다. 픽사는 이미 인더스트리얼 라이트 & 매직에서 분리된 독립체였지만, 이러한 기술 발전의 결과는 다음 10년이 되어서야 대중에게 공개되었다. 1980년대 후반, 실리콘 그래픽스(SGI) 컴퓨터는 픽사에서 최초의 완전 컴퓨터 생성 단편 영화를 만드는 데 사용되었으며, 실리콘 그래픽스 기계는 이 10년 동안 이 분야의 최고 수준으로 간주되었다.
1980년대는 황금기라고도 불린다. 아타리, 닌텐도, 세가 등의 회사에서 수백만 장이 팔린 시스템은 컴퓨터 그래픽스를 새롭고 젊고 인상적인 대중에게 처음으로 노출시켰다. MS-DOS 기반 개인용 컴퓨터, 애플 II, 매킨토시, 아미가도 마찬가지였는데, 이 모든 시스템은 사용자에게 충분한 기술이 있다면 자신만의 게임을 프로그래밍할 수 있게 해주었다. 아케이드 게임의 경우 상업용 실시간 3D 그래픽스에서 발전이 이루어졌다. 1988년, 아케이드를 위한 최초의 전용 실시간 3D 그래픽 카드가 남코 시스템 21 및 타이토 에어 시스템과 함께 도입되었다. 전문적인 측면에서는 에번스 & 서덜랜드와 SGI가 3D 래스터 그래픽스 하드웨어를 개발했는데, 이는 나중에 GPU라는 단일 칩에 직접적인 영향을 미쳤다. GPU는 CPU와 병렬 처리되는 별도의 매우 강력한 칩으로 그래픽스를 최적화하는 기술이다.
이 10년 동안 컴퓨터 그래픽스는 E&S 디지스타를 이용한 위치 기반 엔터테인먼트 및 교육, 차량 설계, 차량 시뮬레이션, 화학 등 여러 추가 전문 시장에 적용되었다.

### 1990년대

쿼락스, 시리즈 포스터, 모리스 베나윤, 프랑수아 슈이텐, 1992

1990년대의 주요 특징은 대규모 3차원 모델링의 출현과 CGI 전반의 품질 향상이었다. 가정용 컴퓨터는 이전에 수천 달러가 들던 워크스테이션에서만 가능했던 렌더링 작업을 수행할 수 있게 되었고, 3D 모델러가 가정용 시스템에서 사용 가능해지면서 실리콘 그래픽스 워크스테이션의 인기는 시들해지고 마이크로소프트 윈도우 및 애플 매킨토시 머신에서 오토데스크의 3D 스튜디오 또는 기타 가정용 렌더링 소프트웨어를 실행하는 것이 중요해졌다. 10년이 끝날 무렵, GPU는 오늘날까지 누리는 명성을 얻기 시작했다.
이 분야는 훈련되지 않은 눈으로도 진정으로 수퍼리얼리즘을 지나칠 수 있는 최초의 렌더링된 그래픽스를 보기 시작했지만 (훈련된 CGI 아티스트에게는 아직 그렇지 못했다), 3차원 그래픽스는 비디오 게임, 멀티미디어, 애니메이션에서 훨씬 더 인기를 얻었다. 1980년대 말과 1990년대 초 프랑스에서 최초의 컴퓨터 그래픽스 TV 시리즈가 제작되었다: 스튜디오 Mac Guff Ligne의 "La Vie des bêtes" (1988), 스튜디오 Fantôme의 "Les Fables Géométriques" (1989–1991), 그리고 모리스 베나윤과 프랑수아 슈이텐의 최초의 HDTV 컴퓨터 그래픽스 시리즈인 Quarxs (스튜디오 Z-A production, 1990–1993).
영화 분야에서는 픽사가 에드윈 캐트멀의 지휘 아래 이 시기에 본격적인 상업적 성장을 시작했으며, 1995년에는 첫 주요 영화인 토이 스토리를 개봉하여 비평과 상업적으로 엄청난 성공을 거두었다. 프로그래밍 가능한 셰이더를 발명한 이 스튜디오는 이후 많은 애니메이션 히트작을 내놓았으며, 사전 렌더링된 비디오 애니메이션 작업은 여전히 업계 리더이자 연구 개척자로 간주된다.
비디오 게임에서는 1992년 세가 모델 1 아케이드 시스템에서 실행된 버추어 레이싱이 완전 3D 경주 게임의 토대를 마련하고 비디오 게임 산업에서 더 넓은 대중에게 실시간 3D 폴리곤 그래픽스를 대중화했다. 1993년의 세가 모델 2와 1996년의 세가 모델 3는 상업용 실시간 3D 그래픽스의 한계를 더욱 확장했다. PC에서는 이드 소프트웨어가 주로 존 카맥이 혁신한 렌더링 엔진을 사용하여 울펜슈타인 3D, 둠, 퀘이크 등 최초의 대규모 인기 3D 1인칭 슈팅 게임 세 편을 이 10년 동안 비평과 대중적 찬사를 받으며 출시했다. 플레이스테이션, 세가 새턴, 닌텐도 64 등 여러 콘솔이 수백만 대 판매되어 가정 게이머들에게 3D 그래픽스를 대중화했다. 슈퍼 마리오 64와 젤다의 전설 시간의 오카리나와 같은 플랫폼 게임과 버추어 파이터, 배틀 아레나 토신덴, 철권과 같은 초기 3D 대전 격투 게임과 같은 일부 1990년대 후반 1세대 3D 타이틀은 콘솔 사용자들 사이에서 3D 그래픽스를 대중화하는 데 영향을 미친 것으로 간주되었다.
렌더링 기술과 알고리즘은 크게 계속 향상되었다. 1996년 크리슈나무르티와 레보이는 짐 블린의 범프 매핑을 개선한 법선 매핑을 발명했다. 1999년 엔비디아는 최초의 가정용 그래픽 카드로 그래픽 처리 장치 또는 GPU로 불리는 획기적인 지포스 256을 출시했는데, 이는 "통합된 선형 변환, 조명, 삼각형 설정/클리핑 및 렌더링 엔진"을 포함하고 있었다. 이 10년 말까지 컴퓨터는 DirectX 및 OpenGL과 같은 일반적인 그래픽 처리 프레임워크를 채택했다. 그 이후로 컴퓨터 그래픽스는 더 강력한 그래픽스 하드웨어 및 3차원 모델링 소프트웨어 덕분에 더욱 세밀하고 사실적으로 발전했다. AMD도 이 10년 동안 그래픽 카드 개발의 선두 주자가 되어 오늘날까지 존재하는 이 분야의 "이중 독점"을 형성했다.

### 2000년대

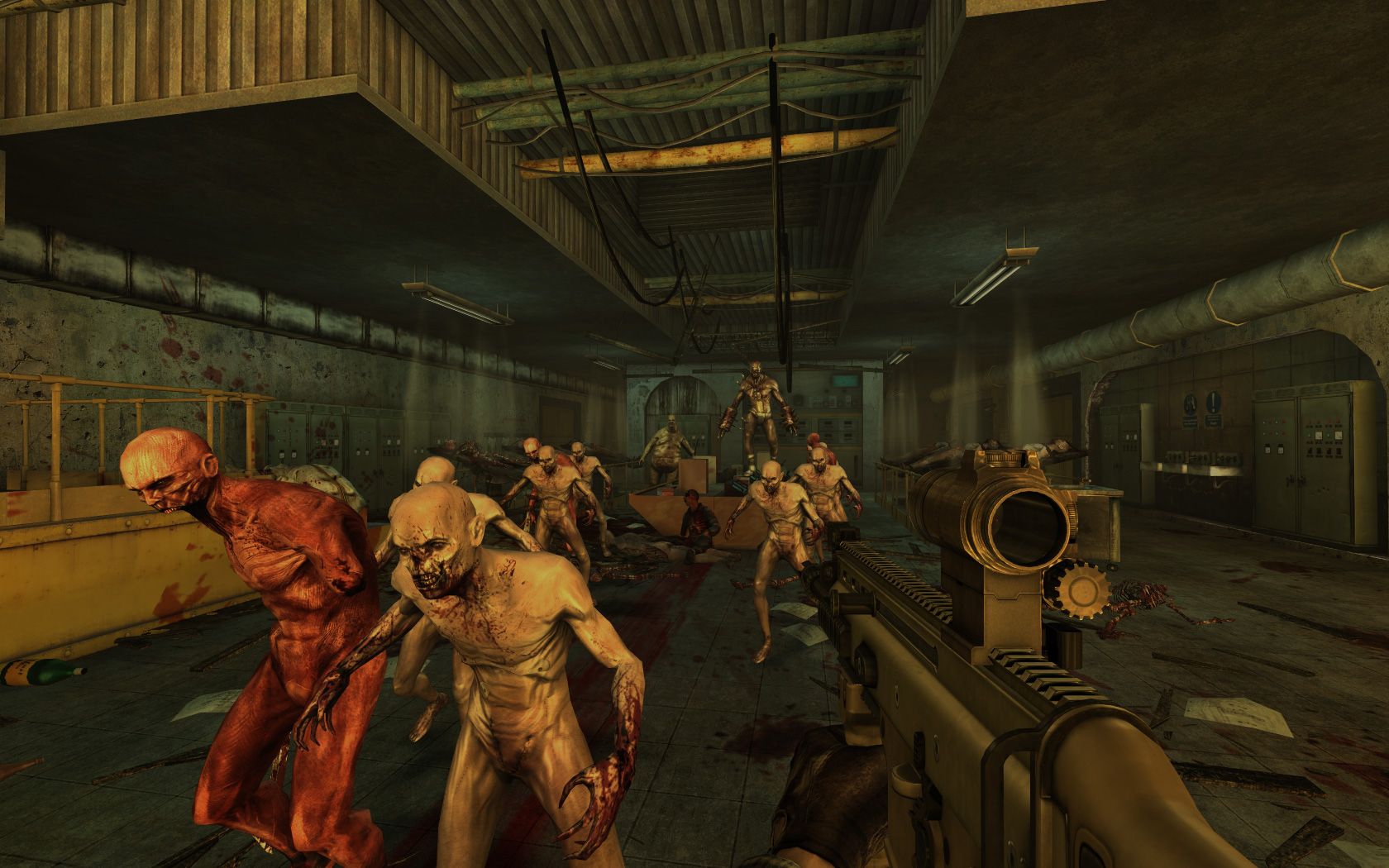
언리얼 엔진 2로 제작된 킬링 플로어 비디오 게임 스크린샷. 개인용 컴퓨터와 비디오 게임 콘솔은 2000년대에 그래픽스 측면에서 큰 발전을 이루어, 이전에는 사전 렌더링되거나 업무용 하드웨어에서만 가능했던 그래픽스를 실시간으로 표시할 수 있게 되었다.

CGI는 이 시대에 본격적으로 보편화되었다. 비디오 게임과 CGI 영화는 1990년대 후반까지 컴퓨터 그래픽스의 도달 범위를 주류로 확장했으며, 2000년대에는 가속화된 속도로 계속해서 그렇게 했다. CGI는 1990년대 후반과 2000년대에 텔레비전 광고에도 대규모로 채택되어 엄청난 대중에게 익숙해졌다.
그래픽 처리 장치의 지속적인 발전과 정교화는 이 10년에 매우 중요했으며, 3D 렌더링 기능은 데스크톱 컴퓨터 제조업체에서 필수적인 기능으로 간주되면서 표준 기능이 되었다. 엔비디아 지포스 그래픽 카드 라인은 10년 초반에 ATI의 가끔 상당한 경쟁 존재와 함께 시장을 지배했다. 10년이 진행되면서 엔비디아와 AMD가 모두 저렴한 칩셋을 도입하고 시장을 계속 지배하면서 저가형 기기조차도 일반적으로 어떤 종류의 3D 지원 GPU를 포함하게 되었다. GPU에서 특수 처리를 수행하기 위해 1980년대에 도입된 셰이더는 10년 말까지 대부분의 소비자 하드웨어에서 지원되어 그래픽스를 상당히 가속화하고 법선 매핑, 범프 매핑 및 기타 다양한 기술의 광범위한 채택을 통해 컴퓨터 그래픽스에서 크게 향상된 텍스처 및 셰이딩을 가능하게 했다.
영화 및 비디오 게임에 사용되는 컴퓨터 그래픽스는 점차 불쾌한 골짜기에 진입할 정도로 사실적으로 변하기 시작했다. CGI 영화가 확산되면서, 아이스 에이지 및 마다가스카와 같은 전통적인 애니메이션 카툰 영화뿐만 아니라 니모를 찾아서와 같은 수많은 픽사 작품이 이 분야에서 박스 오피스를 지배했다. 2001년에 개봉된 파이널 환타지 (영화)는 사실적인 CGI 캐릭터를 사용하고 모션 캡처로 완전히 제작된 최초의 완전 컴퓨터 생성 장편 영화였다. 그러나 이 영화는 박스 오피스에서 성공하지 못했다. 일부 평론가들은 주연 CGI 캐릭터의 얼굴 특징이 "불쾌한 골짜기"에 해당했기 때문일 수 있다고 주장했다. 폴라 익스프레스와 같은 다른 애니메이션 영화도 이 시기에 주목을 받았다. 스타워즈도 프리퀄 삼부작으로 다시 등장했으며, 그 효과는 영화 CGI의 기준을 계속 높였다.
비디오 게임에서는 플레이스테이션 2와 플레이스테이션 3, 엑스박스 콘솔 라인, 그리고 닌텐도 게임큐브와 같은 닌텐도의 제품들이 큰 인기를 끌었고, 윈도우 PC도 가장 활발한 게임 플랫폼 중 하나였다. 그랜드 테프트 오토 시리즈, 어쌔신 크리드, 파이널 판타지, 바이오쇼크, 킹덤 하츠, 미러스 엣지 등 수십 개의 유명한 CGI 위주의 타이틀은 계속해서 수퍼리얼리즘에 근접하며 비디오 게임 산업을 성장시키고 깊은 인상을 주어, 결국 이 산업의 수익이 영화 산업과 맞먹는 수준에 이르렀다. 마이크로소프트는 XNA 프로그램을 통해 독립 개발자 세계에 DirectX를 더 쉽게 노출시키기로 결정했지만 성공하지 못했다. 그러나 DirectX 자체는 여전히 상업적으로 성공을 거두었다. OpenGL도 계속 성숙해졌고, 이 두 가지 기술은 크게 개선되었다. 2세대 셰이더 언어인 HLSL과 GLSL이 이 10년에 인기를 얻기 시작했다.
계산과학에서는 GPU와 CPU 사이에 대량의 데이터를 양방향으로 전달하는 GPGPU 기술이 발명되어, 다양한 종류의 생물정보학 및 분자생물학 실험에서 분석 속도를 높였다. 이 기술은 비트코인 채굴에도 사용되었으며 컴퓨터 비전에도 응용된다.

### 2010년대

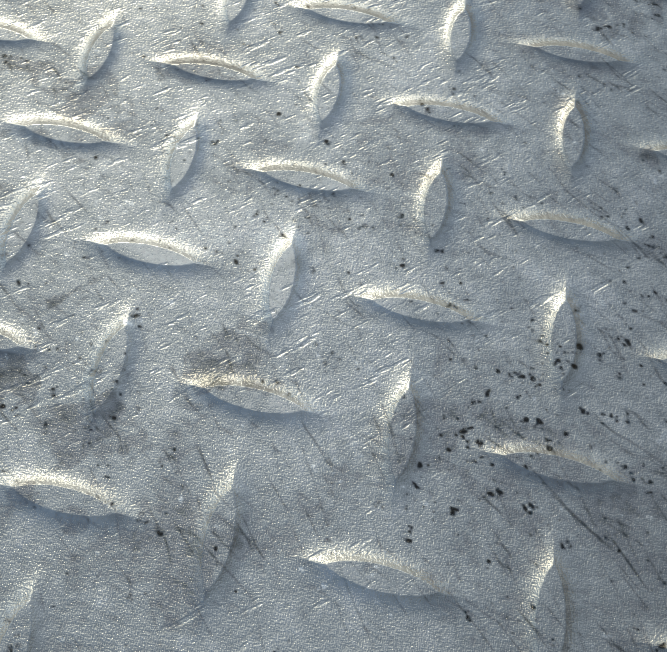
물리 기반 렌더링 원리를 사용하여 근접 렌더링된 다이아몬드 판 텍스처 – 2010년대 컴퓨터 그래픽스 연구의 점점 더 활발한 분야

2010년대에는 CGI가 비디오에서 거의 보편화되었으며, 사전 렌더링된 그래픽스는 거의 과학적으로 수퍼리얼리즘 수준에 도달했고, 충분히 고급 시스템의 실시간 그래픽스는 훈련되지 않은 눈으로도 수퍼리얼리즘을 시뮬레이션할 수 있게 되었다.
텍스처 매핑은 여러 레이어로 구성된 다단계 프로세스로 발전했다. 일반적으로 텍스처 매핑, 범프 매핑 또는 등가면 또는 법선 매핑, 정반사 및 반사 기술을 포함한 조명 맵, 그리고 그림자 볼륨을 셰이더를 사용하여 하나의 렌더링 엔진에 구현하는 것이 드문 일이 아니며, 셰이더는 상당히 성숙해지고 있다. 셰이더는 이제 이 분야의 고급 작업에 거의 필수적이며, 화소, 정점 및 텍스처를 요소별로 조작하는 데 상당한 복잡성을 제공하고 수많은 가능한 효과를 제공한다. 셰이더 언어인 HLSL 및 GLSL은 활발한 연구 개발 분야이다. 실제 광학 흐름을 시뮬레이션하기 위해 많은 맵을 구현하고 고급 계산을 수행하는 물리 기반 렌더링 또는 PBR도 앰비언트 어클루전, 서브서피스 스캐터링, 레일리 산란, 광자 매핑, 광선 추적 및 기타 여러 고급 분야와 함께 활발한 연구 분야이다. 4K 울트라 HD와 같은 초고해상도 모드에서 실시간 그래픽스를 제공하는 데 필요한 처리 능력에 대한 실험이 시작되었지만, 최고급 하드웨어를 제외하고는 아직 도달할 수 없는 수준이다.
영화 분야에서는 대부분의 애니메이션 영화가 이제 CGI로 제작된다. 매년 많은 애니메이션 CGI 영화가 제작되지만, 불쾌한 골짜기에 대한 지속적인 두려움 때문에 사실주의를 시도하는 영화는 거의 없다. 대부분 3D 카툰이다.
비디오 게임에서는 엑스박스 원, 플레이스테이션 4, 닌텐도 스위치가 가정용 시장을 지배했으며 모두 고급 3D 그래픽스를 구현할 수 있었다. 윈도우 역시 가장 활발한 게임 플랫폼 중 하나였다.

### 2020년대
2020년대에는 광선 추적 기술의 발전으로 실시간 렌더링에 사용될 수 있었으며, 프레임 생성 또는 업스케일링을 위한 AI 기반 그래픽스도 가능해졌다.
광선 추적은 이전에도 존재했지만, 엔비디아는 광선 추적 코어를 통한 광선 추적과 DLSS 및 텐서 코어를 통한 AI를 최초로 추진했다. AMD도 FSR, 텐서 코어 및 광선 추적 코어로 이를 따랐다.

## 이미지 유형

### 2차원

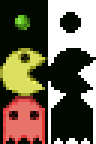
래스터 그래픽 스프라이트(왼쪽) 및 마스크(오른쪽)

2차원 컴퓨터 그래픽스는 디지털 이미지를 컴퓨터 기반으로 생성하는 것으로, 주로 디지털 이미지와 같은 모델과 그에 특화된 기술을 사용한다.
2차원 컴퓨터 그래픽스는 주로 인쇄 및 소묘 기술과 같은 전통적인 기술을 기반으로 개발된 응용 분야에서 사용된다. 이러한 응용 분야에서 2차원 이미지는 단순히 실제 객체를 나타내는 것이 아니라, 의미론적 가치가 추가된 독립적인 아티팩트이다. 따라서 3차원 컴퓨터 그래픽스보다 이미지에 대한 직접적인 제어력을 제공하는 2차원 모델이 선호된다. 3차원 컴퓨터 그래픽스의 접근 방식은 타이포그래피보다 사진술에 가깝다.

#### 픽셀 아트
디지털 아트의 큰 형태인 픽셀 아트는 래스터 그래픽스 소프트웨어를 사용하여 생성되며, 이미지는 화소 수준에서 편집된다. 대부분의 오래된 (또는 상대적으로 제한된) 컴퓨터 및 비디오 게임, 그래프 계산기 게임, 그리고 많은 휴대 전화 게임의 그래픽스는 대부분 픽셀 아트이다.

#### 스프라이트 그래픽스
스프라이트는 더 큰 장면에 통합된 2차원 이미지 또는 애니메이션이다. 처음에는 비디오 디스플레이의 메모리 비트맵과 별도로 처리되는 그래픽 객체만을 포함했지만, 현재는 다양한 그래픽 오버레이 방식을 포함한다.
원래 스프라이트는 관련 없는 비트맵을 통합하여 화면의 일반 비트맵의 일부인 것처럼 보이게 하는 방법이었다. 예를 들어 전체 화면을 정의하는 데이터를 변경하지 않고 화면에서 이동할 수 있는 애니메이션 캐릭터를 만드는 것과 같다. 이러한 스프라이트는 전자 회로 또는 소프트웨어로 생성할 수 있다. 회로에서는 하드웨어 스프라이트가 사용자 지정 DMA 채널을 사용하여 시각적 요소를 주 화면과 통합하는 하드웨어 구성으로, 두 개의 개별 비디오 소스를 중첩한다. 소프트웨어는 특수 렌더링 방법을 통해 이를 시뮬레이션할 수 있다.

#### 벡터 그래픽스

벡터 그래픽스와 래스터(비트맵) 그래픽스 비교

벡터 그래픽스 형식은 래스터 그래픽스를 보완한다. 래스터 그래픽스는 이미지를 화소 배열로 표현하는 것이며 일반적으로 사진 이미지를 표현하는 데 사용된다. 벡터 그래픽스는 이미지를 구성하는 모양과 색상에 대한 정보를 인코딩하여 렌더링에 더 많은 유연성을 제공할 수 있다. 벡터 도구 및 형식을 사용하는 것이 가장 좋은 경우와 래스터 도구 및 형식을 사용하는 것이 가장 좋은 경우가 있다. 두 형식이 함께 사용되는 경우도 있다. 각 기술의 장점과 한계, 그리고 그 관계를 이해하는 것이 도구를 효율적이고 효과적으로 사용하는 데 가장 도움이 될 것이다.

#### 생성형 기계 학습 모델

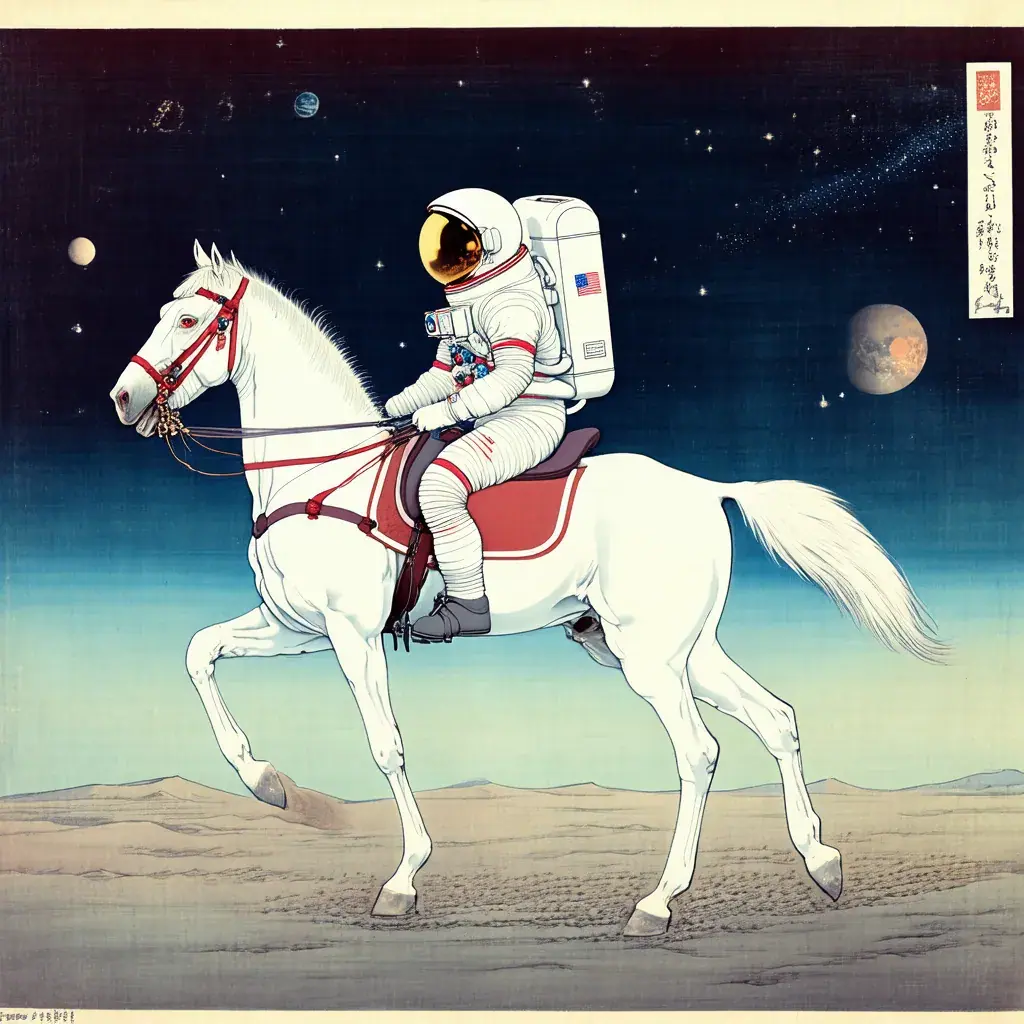
스테이블 디퓨전의 "우주 비행사가 말을 타고, 우타가와 히로시게 풍"이라는 프롬프트에 대한 출력, 2024년

2010년대 중반부터 심층 신경망의 발전으로 자연어 설명을 입력으로 받아 해당 설명과 일치하는 이미지를 출력으로 생성하는 모델이 만들어졌다. 텍스트-이미지 모델은 일반적으로 입력 텍스트를 잠재 표현으로 변환하는 언어 모델과 해당 표현을 기반으로 이미지를 생성하는 생성형 이미지 모델을 결합한다. 가장 효과적인 모델은 일반적으로 웹에서 스크랩한 방대한 양의 이미지 및 텍스트 데이터로 훈련되었다. 2022년까지 Dall-E 2 및 스테이블 디퓨전과 같은 최고의 모델은 충분히 강력한 하드웨어만 있으면 몇 초 만에 살아있는 예술가의 모방부터 거의 수퍼리얼리즘에 가까운 이미지까지 다양한 스타일로 이미지를 생성할 수 있다.

### 3차원
3D 그래픽스는 2D 그래픽스와 비교하여 기하학적 데이터의 3차원 표현을 사용하는 그래픽스이다. 성능을 위해 이는 컴퓨터에 저장된다. 여기에는 나중에 표시되거나 실시간으로 볼 수 있는 이미지가 포함된다.
이러한 차이에도 불구하고 3D 컴퓨터 그래픽스는 최종 렌더링된 디스플레이에서 프레임 및 래스터 그래픽스(2D에서와 같이)에서 2D 컴퓨터 그래픽스와 유사한 알고리즘에 의존한다. 컴퓨터 그래픽스 소프트웨어에서 2D와 3D의 구분은 때때로 모호하다. 2D 응용 프로그램은 조명과 같은 효과를 얻기 위해 3D 기술을 사용할 수 있으며, 주로 3D 응용 프로그램은 2D 렌더링 기술을 사용할 수 있다.
3D 컴퓨터 그래픽스는 3D 모델과 동일하다. 모델은 렌더링과 별개로 그래픽스 데이터 파일 내에 포함된다. 그러나 3D 모델은 모든 3D 객체의 표현이라는 차이점이 있다. 시각적으로 표시될 때까지 모델은 그래픽스가 아니다. 인쇄로 인해 3D 모델은 가상 공간에만 국한되지 않는다. 3D 렌더링은 모델이 표시될 수 있는 방법이다. 또한 비그래픽 컴퓨터 시뮬레이션 및 계산에도 사용될 수 있다.

### 컴퓨터 애니메이션

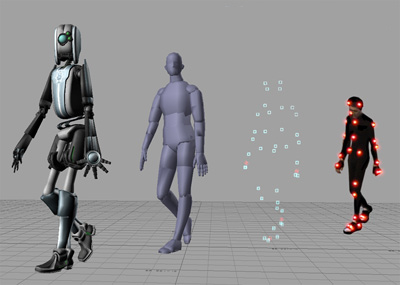
모션 캡처를 사용하여 제작된 컴퓨터 애니메이션 예시

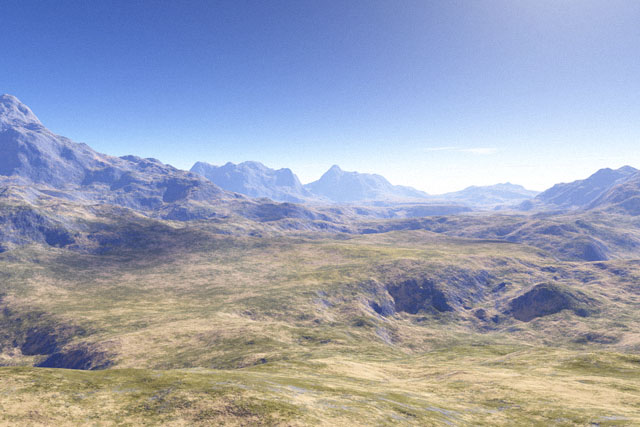
프랙탈 풍경, 컴퓨터 생성 이미지의 예시

컴퓨터 애니메이션은 컴퓨터를 사용하여 움직이는 이미지를 만드는 예술이다. 이는 컴퓨터 그래픽스와 애니메이션의 하위 분야이다. 점점 더 3차원 컴퓨터 그래픽스를 통해 제작되지만, 스타일적인, 낮은 대역폭 및 더 빠른 실시간 렌더링 필요를 위해 2차원 컴퓨터 그래픽스도 여전히 널리 사용된다. 때로는 애니메이션의 대상이 컴퓨터 자체이지만, 때로는 기록 매체와 같은 다른 매체이기도 하다. 특히 영화에 사용될 때 CGI (컴퓨터 생성 이미지 또는 컴퓨터 생성 이미징)라고도 불린다.
가상 개체는 객체의 변환행렬에 저장된 변환 값(위치, 방향 및 크기)과 같은 다양한 속성을 포함하고 제어할 수 있다. 애니메이션은 시간 경과에 따른 속성의 변화이다. 애니메이션을 달성하는 여러 방법이 존재한다. 기본적인 형태는 키프레임 생성 및 편집을 기반으로 하며, 각 키프레임은 주어진 시간에 애니메이션될 속성당 값을 저장한다. 2D/3D 그래픽스 소프트웨어는 각 키프레임에 따라 변경되어 시간에 따라 매핑된 값의 편집 가능한 곡선을 생성하여 애니메이션을 생성한다. 다른 애니메이션 방법으로는 절차적 및 표현 기반 기술이 있다. 전자는 애니메이션 개체의 관련 요소를 속성 집합으로 통합하여 입자 시스템 효과 및 군중 시뮬레이션을 생성하는 데 유용하고, 후자는 수학과 결합된 사용자 정의 논리적 표현에서 반환된 평가된 결과를 통해 예측 가능한 방식으로 애니메이션을 자동화할 수 있다(해골 시스템 설정에서 골격 애니메이션이 제공하는 것 이상의 뼈 동작을 제어하는 데 편리하다).
움직임의 환상을 만들기 위해 이미지가 컴퓨터 화면에 표시된 다음 이전 이미지와 유사하지만 약간 이동된 새 이미지로 빠르게 대체된다. 이 기술은 텔레비전 및 영화에서 움직임의 환상과 동일하다.

## 개념 및 원리
이미지는 일반적으로 사진기, 거울, 렌즈, 망원경, 현미경 등과 같은 장치에 의해 생성된다.
디지털 이미지는 벡터 그래픽스 이미지와 래스터 그래픽스 이미지를 모두 포함하지만, 래스터 이미지가 더 일반적으로 사용된다.

### 픽셀

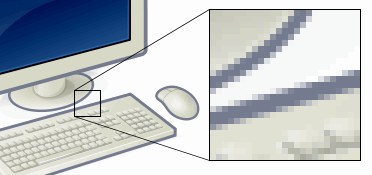
이미지의 확대된 부분에서 개별 화소는 사각형으로 렌더링되며 쉽게 볼 수 있다.

디지털 영상에서 화소 (또는 화상 요소)는 래스터 이미지의 한 지점이다. 화소는 규칙적인 2차원 격자에 배치되며, 종종 점이나 사각형으로 표현된다. 각 화소는 원본 이미지의 표본이며, 더 많은 표본은 일반적으로 원본의 더 정확한 표현을 제공한다. 각 화소의 세기는 가변적이다. 색상 시스템에서 각 화소는 일반적으로 빨강, 초록, 파랑과 같은 세 가지 하위 화소를 갖는다.
그래픽스는 컴퓨터 화면과 같은 표면 위에 시각적으로 표현한 것이다. 사진, 그림, 그래픽 디자인, 지도, 공학도면 또는 기타 이미지가 그 예이다. 그래픽스는 종종 텍스트와 삽화를 결합한다. 그래픽 디자인은 브로슈어, 전단지, 포스터, 웹 사이트 또는 책과 같이 다른 요소 없이 오직 타이포그래피의 의도적인 선택, 생성 또는 배열만으로 구성될 수도 있다. 명확성 또는 효과적인 의사소통이 목표일 수 있고, 다른 문화적 요소와의 연관성을 추구할 수 있으며, 단순히 독특한 스타일을 창조하는 것일 수도 있다.

### 기본 요소
기본 요소는 그래픽 시스템이 더 복잡한 이미지나 모델을 만드는 데 결합할 수 있는 기본 단위이다. 예를 들어 2D 비디오 게임의 스프라이트 및 캐릭터 맵, CAD의 기하학적 기본 요소, 또는 3D 렌더링의 폴리곤 또는 삼각형 등이 있다. 기본 요소는 하드웨어에서 효율적인 렌더링을 위해 지원되거나 그래픽 응용 프로그램에서 제공하는 구성 요소일 수 있다.

### 렌더링
렌더링은 컴퓨터 프로그램을 이용하여 3D 모델로부터 2D 이미지를 생성하는 작업이다. 장면 파일은 엄격하게 정의된 언어나 데이터 구조로 객체를 포함하며, 가상 장면의 설명으로 기하학, 시점, 텍스처링, 조명, 그리고 셰이딩 정보를 포함한다. 장면 파일에 포함된 데이터는 렌더링 프로그램으로 전달되어 처리되고 디지털 이미지 또는 래스터 그래픽스 이미지 파일로 출력된다. 렌더링 프로그램은 일반적으로 컴퓨터 그래픽스 소프트웨어에 내장되어 있지만, 플러그인 또는 완전히 별도의 프로그램으로도 사용할 수 있다. "렌더링"이라는 용어는 장면의 "예술가 렌더링"에 대한 유추일 수 있다. 렌더링 방법의 기술적인 세부 사항은 다양하지만, 장면 파일에 저장된 3D 표현에서 2D 이미지를 생성하는 데 극복해야 할 일반적인 과제는 GPU와 같은 렌더링 장치를 따라 그래픽스 파이프라인으로 요약된다. GPU는 CPU의 계산을 지원할 수 있는 장치이다. 장면이 가상 조명 아래에서 상대적으로 사실적이고 예측 가능하게 보이려면 렌더링 소프트웨어는 렌더링 방정식을 풀어야 한다. 렌더링 방정식은 모든 조명 현상을 설명하지는 않지만, 컴퓨터 생성 이미지에 대한 일반적인 조명 모델이다. '렌더링'은 비디오 편집 파일의 효과를 계산하여 최종 비디오 출력을 생성하는 과정도 설명하는 데 사용된다.
3D 투영
3D 투영은 3차원 점을 2차원 평면에 매핑하는 방법이다. 현재 그래픽스 데이터를 표시하는 대부분의 방법이 평면 2차원 미디어를 기반으로 하므로, 이러한 유형의 투영은 널리 사용된다. 이 방법은 대부분의 실시간 3D 응용 프로그램에서 사용되며, 일반적으로 래스터화를 사용하여 최종 이미지를 생성한다.
광선 추적
광선 추적은 이미지 순서 알고리즘 계열의 기술로, 이미지 평면의 화소를 통해 빛의 경로를 추적하여 이미지를 생성한다. 이 기술은 높은 수준의 수퍼리얼리즘을 생성할 수 있으며, 일반적으로 일반적인 스캔라인 렌더링 방법보다 높지만, 계산 비용이 더 많이 든다.
셰이딩

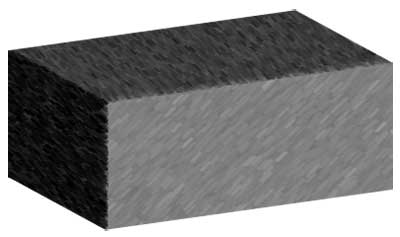
셰이딩 예시

셰이딩은 3D 모델이나 일러스트레이션에서 어둠의 수준을 다양하게 하여 깊이를 묘사하는 것을 의미한다. 이는 종이 위에 미디어를 더 밀집하게 또는 더 어두운 색조로 어두운 영역을 나타내고, 덜 밀집하게 또는 더 밝은 색조로 밝은 영역을 나타내어 어둠의 수준을 묘사하는 그림 기법이다. 다양한 셰이딩 기술이 있으며, 해칭은 서로 다른 밀도로 수직선을 그리거나 격자 패턴으로 그려 면을 셰이딩한다. 선이 가까울수록 면은 더 어둡게 보인다. 마찬가지로 선이 멀어질수록 면은 더 밝게 보인다. 이 용어는 최근 셰이더가 적용되는 것을 의미하도록 일반화되었다.
텍스처 매핑
텍스처 매핑은 컴퓨터 생성 그래픽 또는 3D 모델에 세부 사항, 표면 텍스처 또는 색상을 추가하는 방법이다. 3D 그래픽에 대한 응용은 1974년 에드윈 캐트멀에 의해 개척되었다. 텍스처 맵은 모양 또는 폴리곤의 표면에 적용(매핑)된다. 이 과정은 일반 흰색 상자에 패턴이 있는 종이를 붙이는 것과 유사하다. 멀티텍스처링은 하나의 폴리곤에 한 번에 두 개 이상의 텍스처를 사용하는 것이다. 절차적 텍스처(출력 텍스처를 생성하는 기본 알고리즘의 매개변수를 조정하여 생성됨) 및 비트맵 텍스처(이미지 편집 응용 프로그램에서 생성되거나 디지털 카메라에서 가져옴)는 일반적으로 컴퓨터 그래픽스 소프트웨어에서 3D 모델에 텍스처 정의를 구현하는 일반적인 방법인 반면, 모델 표면에 텍스처를 의도적으로 배치하려면 폴리곤 표면의 경우 UV 매핑(텍스처 좌표의 임의 수동 레이아웃)이라는 기술이 필요한 경우가 많고, 비균일 유리 B-스플라인(NURB) 표면은 텍스처 좌표로 사용되는 고유한 매개변수화를 가지고 있다. 텍스처 매핑은 또한 높이를 시뮬레이션하기 위한 텍스처에 해당하는 노멀 맵 및 범프 맵을 생성하는 기술과 광택을 시뮬레이션하는 데 도움이 되는 정반사 맵 및 거울 같은 반사율을 시뮬레이션하는 환경 매핑(또한 광택이라고도 함)을 포함한다.
안티에일리어싱
액정 디스플레이 또는 CRT 텔레비전과 같은 래스터(화소 기반) 장치에서 해상도 독립적인 개체(예: 3D 모델)를 보기 위해 렌더링하면 필연적으로 주로 기하학적 가장자리와 텍스처 세부 정보의 경계를 따라 에일리어싱 아티팩트가 발생한다. 이러한 아티팩트는 비공식적으로 "재기(jaggies)"라고 불린다. 안티에일리어싱 방법은 이러한 문제를 해결하여 시청자에게 더 만족스러운 이미지를 제공하지만, 계산 비용이 다소 많이 들 수 있다. 다양한 안티에일리어싱 알고리즘(예: 슈퍼샘플링)을 사용하여 가장 효율적인 렌더링 성능과 결과 이미지의 품질을 위해 사용자 정의할 수 있다. 그래픽 아티스트는 안티에일리어싱 방법을 사용하려면 이러한 절충을 고려해야 한다. 화면(또는 화면 위치)에서 텍스처 자체의 해상도와 다른 해상도로 표시되는 사전 안티에일리어싱된 비트맵 텍스처(예: 가상 카메라에서 멀리 떨어진 텍스처 모델)는 에일리어싱 아티팩트를 나타낼 것이며, 절차적 텍스처는 해상도 독립적이므로 항상 에일리어싱 아티팩트를 나타낼 것이다. 밉맵 및 텍스처 필터링과 같은 기술은 텍스처 관련 에일리어싱 문제를 해결하는 데 도움이 된다.

### 볼륨 렌더링
볼륨 렌더링은 이산적으로 샘플링된 3D 데이터 세트의 2D 투영을 표시하는 데 사용되는 기술이다. 일반적인 3D 데이터 집합은 CT 또는 MRI 스캐너로 획득한 2D 슬라이스 이미지 그룹이다. 

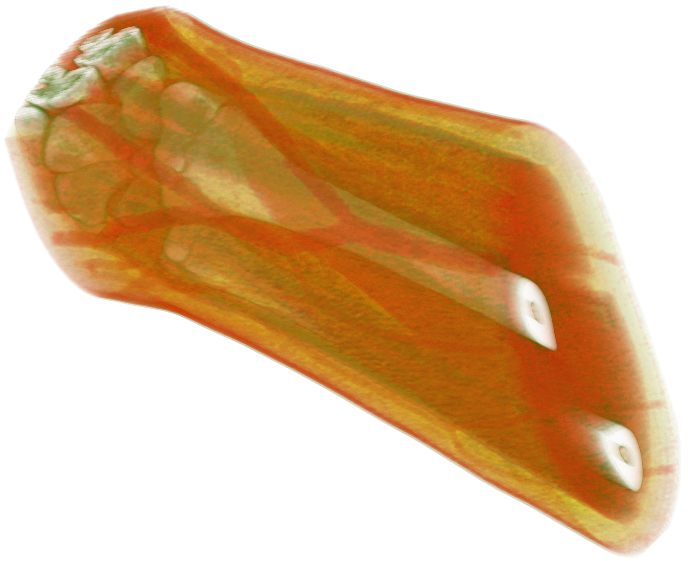
근육, 지방, 뼈, 혈액에 대해 다른 색상 체계를 사용하여 CT 스캔을 볼륨 렌더링한 팔뚝 이미지

일반적으로 이러한 이미지는 규칙적인 패턴(예: 1밀리미터마다 한 슬라이스)으로 획득되며, 일반적으로 규칙적인 패턴으로 규칙적인 수의 이미지 화소를 갖는다. 이것은 규칙적인 체적 격자의 예시이며, 각 체적 요소 또는 복셀은 복셀 주변 영역을 샘플링하여 얻은 단일 값으로 표현된다.

### 3차원 모델링
3차원 모델링은 전문 소프트웨어를 통해 "3D 모델"이라고 불리는 모든 3차원 물체의 수학적, 와이어프레임 표현을 개발하는 과정이다. 모델은 자동으로 또는 수동으로 생성될 수 있다. 3D 컴퓨터 그래픽스를 위한 기하학적 데이터를 준비하는 수동 모델링 과정은 조형 예술과 유사하다. 3D 모델은 여러 접근 방식을 사용하여 생성할 수 있다: 정확하고 부드러운 표면 패치를 생성하기 위한 NURBs 사용, 폴리곤 메시 모델링(다면체 기하학 조작), 또는 폴리곤 메시 세분화(NURB 모델과 유사한 부드러운 표면을 생성하는 폴리곤의 고급 테셀레이션). 3D 모델은 3차원 렌더링이라는 과정을 통해 2차원 이미지로 표시되거나, 물리적 현상의 컴퓨터 시뮬레이션에 사용되거나, 다른 목적으로 직접 애니메이션될 수 있다. 모델은 3D 프린팅 장치를 사용하여 물리적으로 생성될 수도 있다.

## 컴퓨터 그래픽스 개척자

### 찰스 추리
찰스 추리는 컴퓨터 애니메이션 및 디지털 순수 미술 분야의 선구자였으며 1964년에 최초의 컴퓨터 아트를 창조했다. 추리는 스미스소니언에 의해 디지털 아트 및 컴퓨터 애니메이션의 아버지로, MoMA 및 ACM-SIGGRAPH에 의해 컴퓨터 애니메이션의 선구자로 인정받았다.

### 도널드 P. 그린버그
도널드 P. 그린버그는 컴퓨터 그래픽스 분야의 선도적인 혁신가이다. 그린버그는 수백 편의 논문을 저술했으며, 로버트 L. 쿡, 마크 레보이, 브라이언 A. 바스키, 웨인 라이틀 등 많은 저명한 컴퓨터 그래픽스 예술가, 애니메이터 및 연구자들의 스승이자 멘토 역할을 했다. 그의 전 학생 중 다수는 기술적 업적으로 아카데미 상을 수상했으며, 몇몇은 SIGGRAPH 공로상을 수상했다. 그린버그는 NSF 컴퓨터 그래픽스 및 과학 시각화 센터의 설립 이사였다.

### A. 마이클 놀
놀은 디지털 컴퓨터를 사용하여 예술적 패턴을 만들고 시각 예술에서 무작위 프로세스 사용을 형식화한 최초의 연구원 중 한 명이었다. 그는 1962년에 디지털 아트를 만들기 시작했으며, 이는 그를 초기 디지털 예술가 중 한 명으로 만들었다. 1965년에 놀은 프리더 나케와 게오르크 네스와 함께 처음으로 자신의 컴퓨터 아트를 공개적으로 전시했다. 1965년 4월, 하워드 와이즈 갤러리는 놀의 컴퓨터 아트와 벨라 줄레츠의 무작위 점 패턴을 함께 전시했다.

### 잭 엘튼 브레젠험
잭 브레젠험은 컴퓨터 과학의 전 교수이다. 그는 1962년에 그의 가장 잘 알려진 발명인 브레젠험 직선 알고리즘과 중점 원 알고리즘을 개발했다. 그는 IBM에서 27년간 수석 기술 스태프 멤버로 재직한 후 은퇴했으며, 윈스롭 대학교에서 16년간 가르쳤고 9개의 특허를 보유하고 있다.

### 기타 개척자

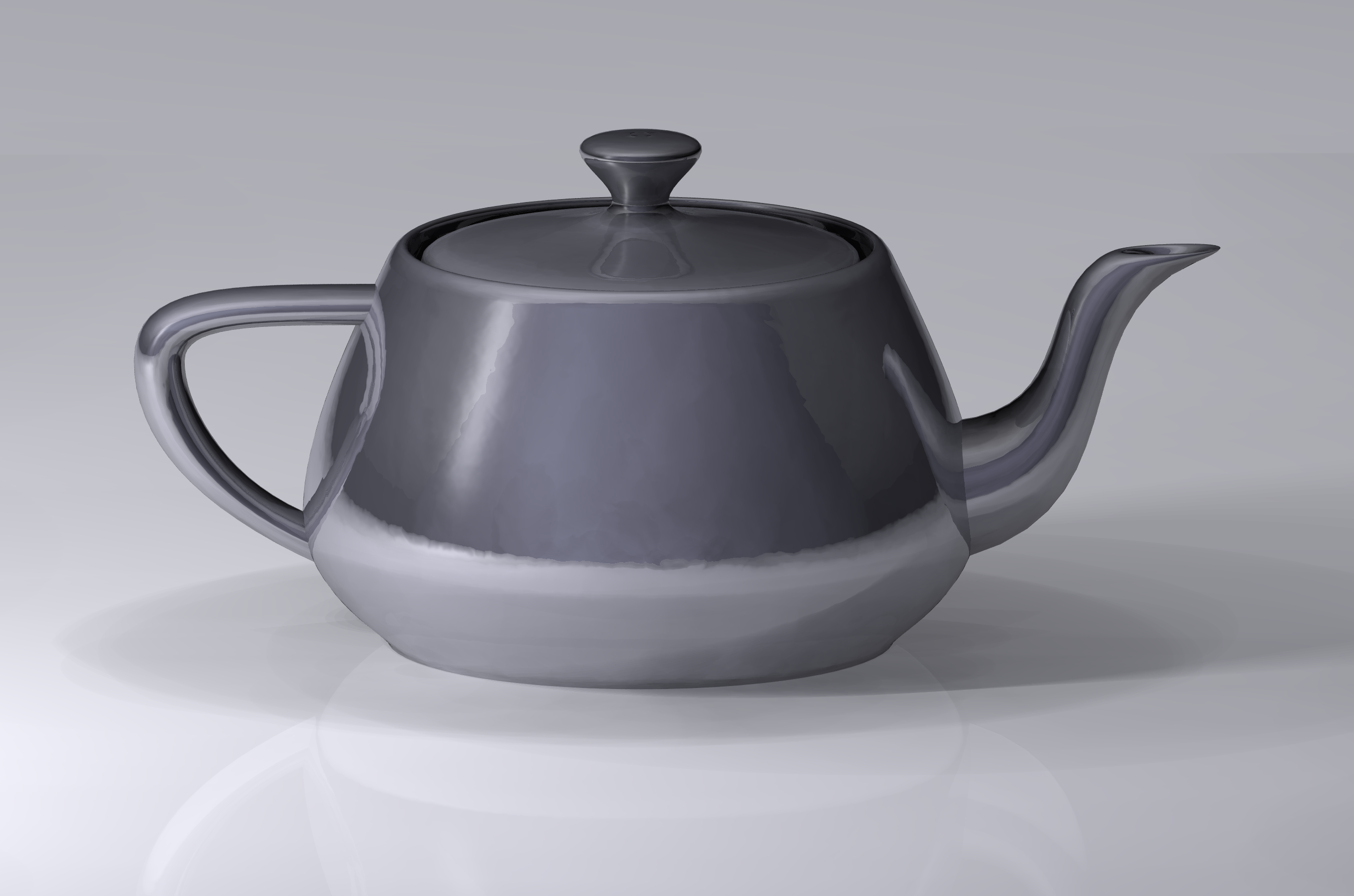
마틴 뉴웰이 1975년에 만든 3D 컴퓨터 그래픽스에서 상징적인 모델인 유타 주전자의 현대적 렌더링

- 피에르 베지에
- 짐 블린
- 존 카맥
- 폴 드 카스텔조
- 에드윈 캐트멀
- 프랭크 크로우
- 제임스 D. 폴리
- 윌리엄 페터
- 헨리 푸치스
- 앙리 구로
- 찰스 루프
- 나디아 마그네나트 탈만
- 브누아 망델브로
- 마틴 뉴웰
- 프레드 파크
- 부이 투옹 퐁
- 스티브 러셀
- 대니얼 J. 샌딘
- 앨비 레이 스미스
- 밥 스프롤
- 아이번 서덜랜드
- 대니얼 탈만
- 존슨 K. 얀
- 안드리 반 담
- 존 워녹
- J. 터너 휘티드
- 랜스 윌리엄스
- 짐 카지야
- 제임스 H. 클라크

### 조직
- SIGGRAPH
- GDC
- 벨 연구소
- Link Flight Simulation, division of Singer Company
- 미군, 특히 Whirlwind 컴퓨터 및 SAGE 프로젝트
- 보잉
- 유로그래픽스
- 에번스 & 서덜랜드
- IBM
- 르노
- 뉴욕 공과대학교
- 유타 대학교 컴퓨터 과학과
- 루카스필름 및 인더스트리얼 라이트 & 매직
- 오토데스크
- 어도비 시스템즈
- 픽사
- 실리콘 그래픽스, 크로노스 그룹 & OpenGL
- 마이크로소프트의 DirectX 부서
- 엔비디아
- AMD (ATI 테크놀로지스)

## 컴퓨터 그래픽스 연구
컴퓨터 그래픽스 연구는 시각적 및 기하학적 콘텐츠를 디지털 방식으로 합성하고 조작하는 방법을 연구하는 컴퓨터 과학의 하위 분야이다. 이 용어는 종종 3차원 컴퓨터 그래픽스를 지칭하지만, 2차원 그래픽스 및 영상 처리도 포함한다.
학술 분야로서 컴퓨터 그래픽스는 계산 기술을 사용하여 시각적 및 기하학적 정보를 조작하는 것을 연구한다. 이는 순전히 미학적 문제보다는 이미지 생성 및 처리의 수학적 및 계산적 기초에 중점을 둔다. 컴퓨터 그래픽스는 시각화 분야와 많은 유사점을 가지고 있음에도 불구하고 종종 이와 구별된다.

## 응용 분야
컴퓨터 그래픽스는 다음 분야에서 사용될 수 있다:
- 증강 현실
- 계산생물학
- 계산사진술
- 계산물리학
- 컴퓨터 지원 설계
- 컴퓨팅
- 디자인
- 디지털 아트
- 교육
- 확장 현실
- 그래픽 디자인
- 인포그래픽
- 정보 시각화
- 혼합 현실
- 모션 그래픽스
- 합리적 약물 설계
- 시뮬레이션
- 과학적 시각화
- 특수 효과 (영화용)
- 비디오 게임
- 가상 현실
- Web3D

## 같이 보기
- 3차원 모델링
- 2차원 컴퓨터 그래픽스
- 컴퓨터그래픽기능사
- 디지털 이미지
- 그래픽스 소프트웨어